# 古今亭志ん生 (3代目)
三代目 古今亭 志ん生（ここんてい しんしょう、1863年10月17日（文久3年9月5日） - 1918年（大正7年）5月10日）は、明治・大正期に活躍した東京の落語家。本名∶小瀬 岩松（後∶和田）。通称「軍鶏の志ん生」。

## 経歴
前身は大工であったといい、4代目立川談志の門下で4代目立川談笑を名乗って流しの声色師をしていた。
1882年ころに2代目古今亭今輔の門で今三郎、今松となりやがて屋号を変えて1888年12月に初代むかし家今松、1896年5月に真打で5代目雷門助六を襲名。
1910年12月に3代目古今亭志ん生を襲名したが大正に入り病気がちになり心機一転1913年6月初代古今亭雷門と改名し、翌年1月に3代目古今庵志ん生、また翌年6月に古今庵雷門に戻し1917年8月にはまた新たに発足した睦会に所属し3代目の志ん生にと改名、この間に持病のぜんそくで休演が増え人気が下火になり改名を繰り返したとされる。一時小石川で「初音亭」という名の寄席を経営していた。
7代目市川團蔵の声色が売りであった。
墓所は新宿区法身寺。
SPレコードは歌舞伎の声色中心に残されている。

## 人物
なぜ軍鶏と呼ばれたかは諸説ある。
- 当時新橋にあった「今松」という軍鶏の専門店があってその「今松」と本名の「岩松」が似ていたから
- 顔が軍鶏に似ていたから

## 弟子
- 雷門→横目家助平
- 4代目古今亭志ん生
- 4代目古今亭志ん馬
- 4代目五明楼玉輔
- 6代目雷門助六
- 雷門→春雨家雷蔵
- 古今亭→三遊亭志ん蔵など。

実の娘は常盤津文字喜代と言い、後に上方に出向き3代目笑福亭福松の門下になり文の家たよりと改名、その後同じ一門の文の家恋しくと結婚末、相方となり漫才師になった。

## 参考資料
- 諸芸懇話会、大阪芸能懇話会共編『古今東西落語家事典』平凡社、ISBN 458212612X